# Plagideicta tayi
Plagideicta tayi là một loài bướm đêm trong họ Noctuidae.